# Olt (län)
Olt är ett län (județ) i södra Rumänien med 441 079 invånare (2018). Det har 2 municipii, 6 städer och 93 kommuner.

## Municipii
- Slatina
- Caracal

## Städer
- Balș
- Corabia
- Drăgănești
- Piatra Olt
- Potcoava
- Scornicești

## Kommuner
| - Băbiciu - Baldovinești - Bălteni - Bărăști - Bârza - Bobicești - Brâncoveni - Brastavățu - Brebeni - Bucinișu - Cârlogani - Călui - Cezieni - Cilieni - Colonești - Corbu - Coteana - Crâmpoia - Cungrea | - Curtișoara - Dăneasa - Deveselu - Dobrețu - Dobrosloveni - Dobroteasa - Dobrun - Drăghiceni - Făgețelu - Fălcoiu - Fărcașele - Găneasa - Găvănești - Gârcov - Giuvărăști - Ghimpețeni - Gostavățu - Grădinari - Grădinile | - Grojdibodu - Gura Padinii - Ianca - Iancu Jianu - Icoana - Ipotești - Izbiceni - Izvoarele - Leleasca - Mărunței - Mihăești - Milcov - Morunglav - Movileni - Nicolae Titulescu - Obârșia - Oboga - Oporelu - Optași-Măgura | - Orlea - Osica de Sus - Osica de Jos - Pârșcoveni - Perieți - Pleșoiu - Poboru - Priseaca - Radomirești - Redea - Rotunda - Rusănești - Sâmburești - ScăriȘoara - Schitu - Seaca - Șerbănești - Slătioara - Spineni | - Sprâncenata - Ștefan cel Mare - StoeneȘti - Stoicănești - Strejești - Studina - Tătulești - Teslui - Tia Mare - Topana - Traian - Tufeni - Urzica - Vădastra - Vădăstrița - Vâlcele - Valea Mare - Văleni - Verguleasa | - Vișina - Vișina Nouă - Vitomirești - Vlădila - Voineasa - Vulpeni - Vulturești |